# Livernon
Livernon település Franciaországban, Lot megyében. Lakosainak száma 720 fő (2022. január 1.). Livernon Sonac, Assier, Corn, Durbans, Espédaillac, Grèzes, Reyrevignes és Saint-Simon községekkel határos.

## Népesség
A település népességének változása:
| Lakosok száma | 324  | 385  | 384  | 558  | 663  | 675  | 680  | 699  | 709  | 720  |
|               | 1968 | 1982 | 1990 | 2006 | 2013 | 2015 | 2017 | 2019 | 2020 | 2022 |